# Кашина Бручата (Милано)
Кашина Бручата је насеље у Италији у округу Милано, региону Ломбардија.
Према процени из 2011. у насељу је живело 141 становника. Насеље се налази на надморској висини од 168 м.